# Divine Design
Divine Design – czwarty solowy album amerykańskiego rapera Jeru the Damaja

## Lista utworów
1. "Intro"
2. "Logical"
3. "True Skillz"
4. "Murda 1"
5. "Baby Rappa"
6. "Da Game"
7. "War"
8. "Praise the Lord"
9. "Rasta Powers"
10. "Zilch the Pimp"
11. "Queens"
12. "Dirty"
13. "Rap Wars"
14. "Rize"
15. "Whatyagonnado"
16. "Divine Design"